# ژانت اسپاسووا
ژانت اسپاسووا ( بلغاری: Жанет Спасова؛ زادهٔ ۲۷ ژانویهٔ ۱۹۶۲) بازیگر تئاتر و بازیگر سینما ارمنی‌تبار اهل آلمان است.

## زندگی‌نامه
وی در ۲۷ ژانویهٔ ۱۹۶۲ در پلوودیف از والدینی به نام‌های واسیلی اسپاسووا (مدیرکل تئاتر) و مادری ترزا آزاریان (خواهر گریگور آزاریان کارگردان) به دنیا آمد و در صوفیه بزرگ شد وی همچنین برنده جوایزی همچون رز طلایی (Zlatna Rosa؛ ۲۰۱۲) و بهترین هنرپیشه زن آکادمی فیلم بلغارستان (Bulgarian Film Academy, Best Actress؛ ۲۰۱۲) شد.